# Armelie Lumanu
Armelie Lumanu Kalonda (Matonge, 30 marzo 1988) è un'ex cestista della Repubblica Democratica del Congo.

## Carriera
È stata selezionata dalle Indiana Fever al secondo giro del Draft WNBA 2010 (23ª scelta assoluta).
Con la RD del Congo ha disputato due edizioni dei Campionati africani (2005, 2019).